# Cobra-chicote-do-oeste
A cobra-chicote-do-oeste (Coluber viridiflavus) é uma serpente colubrídea que habita áreas rochosas, fendas, e áreas ensolaradas, às vezes também lugares pouco mais úmidos como os campos e beiras de rios.
Sua coloração dominante é preta e o dorso possui linhas longitudinais de cor amarelo-esverdeada. O comprimento é de 100–130 cm, mas também pode chegar a 200 cm. É uma espécie de atividade diurna. Alimenta-se principalmente de outros répteis como lagartos, ovos de pássaros pequenos ou pequenos anuros como rãs e sapos. Tem caráter feroz e agressivo, mas não é venenosa. É encontrada ao nordeste da França, na Itália, na Eslovênia e na Croácia.